# Widerstandsnest 82 (Normandië)
Widerstandsnest 82 (WN 82) is een voormalig Duitse verdedigingsstelling aan de Atlantische kust nabij Grandcamp-Maisy, Normandië.
Widerstandsnest 82 was bewapend met een 50 mm kanon, dat werd beschermd door een kazemat. Daarnaast beschikte de stelling ook over een tobruk, met daarop een tankkoepel. WN 82 lag ten westen van Pointe du Hoc. Daardoor kreeg het niet te maken met directe aanvallen. Desondanks werd de stelling voorafgaand aan de landingen wel onder vuur genomen.